# نیک‌فورس

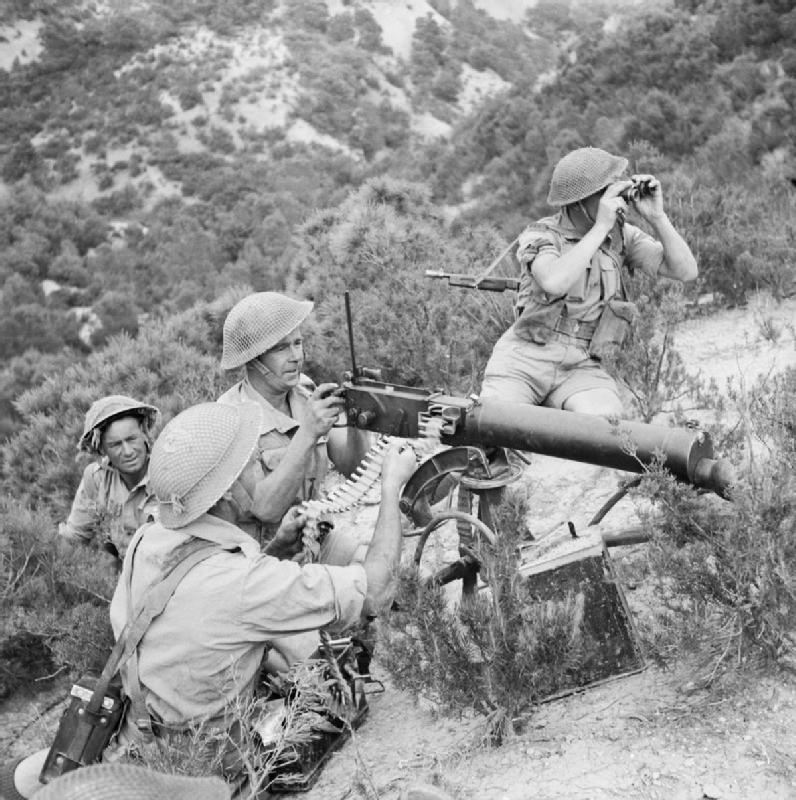
مسلسل ویکرز مورد استفاد در نبرد تونس در ۱۹۴۳

نیک فورس تشکیلات خود ساخته ارتش نخست بریتانیا در نبرد تونس در دوران جنگ جهانی دوم بود.

## شکل‌گیری
این تشکیلات به سرعت از لشکر زرهی ششم بریتانیا در ۱۴ فوریه ۱۹۴۳ برای دفاع از تاله، تونس در آخرین مراحل نبرد گذرگاه القصرین شکل گرفت.

## نامگذاری
این نام از نام افسر، سرتیپ «کامرون نیکلسون» گرفته شده است.

## شرح
در نبردی نفس‌گیر در ۲۱ و ۲۲ فوریه ۱۹۴۳، این نیروها راه لشکر زرهی دهم ورماخت کامفگروپه را که تحت فرماندهی مستقیم فدرال‌مارشال اروین رومل بودند سد کردند.